# Шведська Лівонія
Шведська Лівонія (швед. Svenska Livland) — домініон Шведської імперії, що існував з 1629 по 1721 роки, частина історичної області Лівонія, що носить також назву Ліфляндія.
Під час польсько-шведської війни 1600–1629 років частину Задвинського герцогства Речі Посполитої була окупована шведами, і при підписанні Альтмаркского перемир'я ці землі офіційно відійшли Швеції; остаточно це закріпив Олівський мир 1660. В результаті Швеція отримала Ригу, яка стала другим за величиною містом Швеції того часу.
У 1721 році, згідно Ништадтскої угоди, що завершила Північну війну територія Лівонії відійшла до Російської імперії; на цій території була утворена Ліфляндська губернія.

## Назва
- Шведська Лівонія
- Шведська Ліфляндія
- Ліфляндія

## Історія
- 1600—1629: Лівонське (Ліфляндське) герцогство Речі Посполитої захопила Швеція.
- 1629: Альтмаркське перемир'я, герцогство увійшло до складу Швеції.
- 1660: Олівський мир, Річ Посполита визнала шведський суверенітет у Ліфляндії.
- 1711: Ліфляндію захопила Московія (Росія)
- 1721: Ништадтський мир, Швеція визнала російський суверенітет у Ліфляндії. Створена російська Ризька губернія.
- 1783: Ризька губернія перетворена на Ризьке намісництво Росії.
- 1796: Ризьке намісництво перетворене на Ліфляндську губернію Росії.

## Губернатори
- 1622—1628: Якоб Понтуссон Делагарді
- 1656—16??: Симон Грюндель-Гельмфельт, ризький губернатор.
- 1696—1702: Ерік Дальберг

### Монографії
- Arbusov, L. Grundriss der Geschichte Liv-, Est- und Kurlands. Riga: Jonck und Poliewsky, 1918.